# Bandar-e Anzali

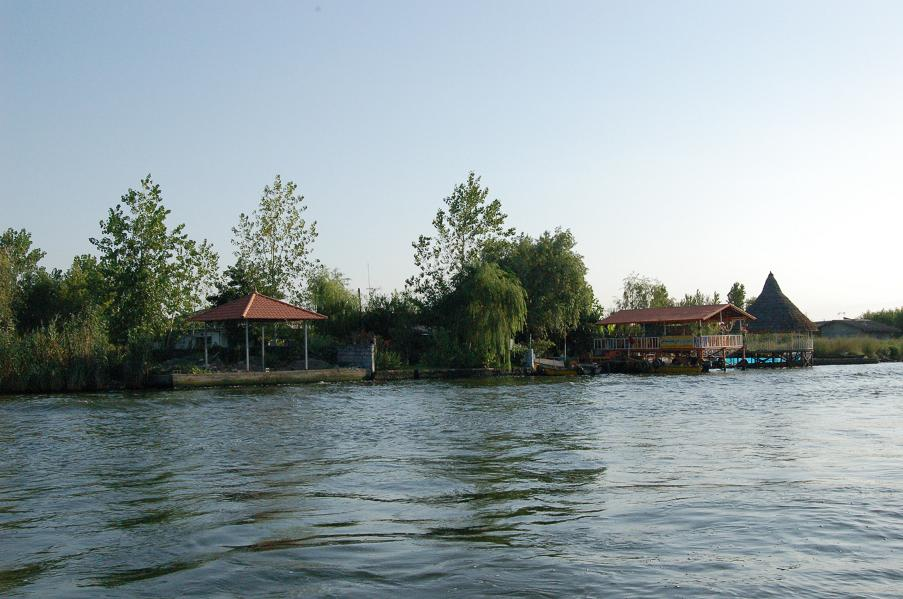
Casas ao redor da lagoa

Bandar-e Anzali (بندر انزلی, em persa), conhecida como Bandar-e Pahlavi (بندر پهلوی, em persa) antes da culminância da Revolução Iraniana em 1979, é uma cidade portuária do  mar Cáspio no Irã na província de Gilan, perto de Rasht. Bandar-e Anzali tem uma população de aproximadamente 150.000 pessoas. O nome "Pahlavi" foi substituído após a Revolução por aludir à monarquia deposta, cujo chefe de estado era o xá Mohamed Reza Pahlevi.
As atrações turísticas da cidade incluem a Torre do Relógio (Manareh), o longo passeio do porto e as famosas águas do rio Sefid, principal praia de lá.

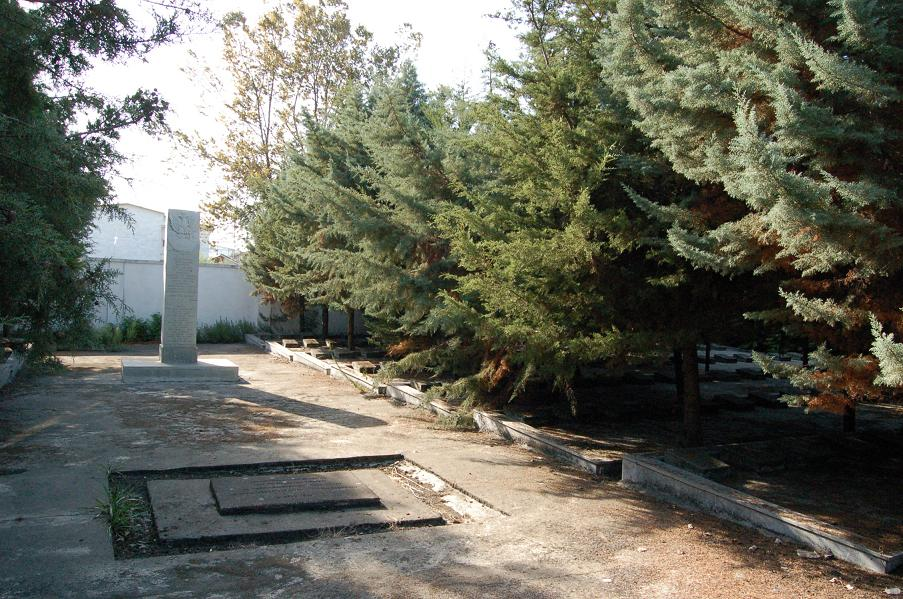
Cemitério polonês em Anzali

Bandar Anzali é o mais importante porto do norte do Irã, o que lhe confere grande valor estratégico, sobretudo nas trocas comerciais com os demais países banhados pelo Mar Cáspio. 
É o lugar aonde o Exército de Anders foi enterrado em 1 de abril de 1942 depois da evacuação da URSS. O Cemitério Polonês foi criado nesse ano.